# 仙掌駅
仙掌駅（ソンジャンえき）は、大韓民国忠清南道牙山市にかつて存在した韓国鉄道公社長項線の駅である。

## 歴史
- 1985年10月10日：開業[1]。
- 2008年1月1日：廃止[2]。